# Jean-Baptiste Massieu
Pour les articles homonymes, voir Massieu.
Jean-Baptiste Massieu, né le 17 septembre 1743 à Pontoise, mort le 8 juin 1818 à Bruxelles (Belgique) est un prêtre et évêque français de la fin du XVIIIe siècle, qui exerça une activité politique pendant la période de la Révolution française.

## Biographie
Jean-Baptiste Massieu naquit, à Pontoise, le 17 septembre 1743 dans le diocèse de Rouen d'un marchand bonnetier. D'origine normande, il fut d'abord professeur de rhétorique au collège de Vernon (1764-1768) puis à celui de Nancy (1768-1776). Précepteur des frères Lameth, il est l'auteur d'une traduction de référence des œuvres de Lucien, qu'il publie de 1781 à 1787. Il est nommé curé de Cergy (alors orthographié Sergy), dans l'actuel département du Val-d'Oise en 1782. 

### Mandat à la Constituante
En 1789, Jean-Baptiste Massieu est élu représentant du clergé du bailliage de Senlis aux États généraux. Dès le début de son mandat, il adhère au club des Jacobins.  
En décembre 1789, il devient secrétaire de l'Assemblée nationale constituante, aux côtés de Jean-Baptiste Treilhard et d'Adrien Duport, sous la présidence de Jean-Nicolas Démeunier. Parallèlement, il est élu évêque constitutionnel de l'Oise en février 1791. 

### Mandat à la Convention
La monarchie constitutionnelle, mise en place par la constitution du 3 septembre 1791, prend fin à l'issue de la journée du 10 août 1792 : les bataillons de fédérés marseillais et bretons, ainsi que les habitants des faubourgs de Paris, prennent d'assaut le palais des Tuileries ; le roi Louis XVI est suspendu et il est incarcéré avec sa famille à la tour du Temple.
En septembre 1792, Jean-Baptiste Massieu est élu député du département de l'Oise, le troisième sur douze, à la Convention nationale. 
Il siège sur les bancs de la Montagne. Lors du procès de Louis XVI, il vote la mort et rejette l'appel au peuple et le sursis à l'exécution. En avril 1793, il s'abstient de voter lors du scrutin sur la mise en accusation de Jean-Paul Marat : « Je déclare que je n'ai point de vœu à émettre dans une délibération qui, en mon âme et conscience, blesse, de la manière la plus révoltante, tous les principes de la justice ». En mai, il vote contre le rétablissement de la Commission des Douze.  
En juin 1793, Massieu, aux côtés de Jean-Marie Calès et de Jean-Baptiste Perrin, est envoyé en mission auprès de l'armée des Ardennes. Il est rappelé à la Convention en vendémiaire an II (octobre 1793). Au retour de sa mission, il renonce à ses fonctions ecclésiastiques. Il épouse Marie-Odile Briquelet, belle-fille du maire de la commune de Givet (Ardennes). En brumaire (novembre), il est renvoyé auprès de l'armée des Ardennes.  
Après la chute de Robespierre, Massieu siège parmi les « derniers Montagnards ». En thermidor an II (août 1795), il est décrété d'arrestation sur motion de Pierre Baudin et de Louis-Félix Roux. Il bénéficie de l'amnistie lors de la séparation de la Convention. 
Après quoi, en 1797, il obtient, non sans peine, un poste de professeur à l'école normale de Versailles (Seine-et-Oise), avant d'être nommé plus tard, sur proposition de Carnot, archiviste aux bureaux de la guerre. Il conserva cette fonction sous l'Empire et rassembla de précieuses collections.
Proscrit en 1815 comme régicide, il s'exile à Bruxelles (Belgique). Malgré ses demandes et l’appui du duc de Richelieu, il n'est pas autorisé à rentrer en France et meurt dans la misère le 6 juin 1818.